# Јунион Сити (Пенсилванија)
Јунион Сити (енгл. Union City) град је у америчкој савезној држави Пенсилванија.

## Демографија
По попису из 2010. године број становника је 3.320, што је 143 (-4,1%) становника мање него 2000. године.
| Група             | 2000.         | 2010.         |
| Белци             | 3.371 (97,3%) | 3.201 (96,4%) |
| Афроамериканци    | 5 (0,1%)      | 13 (0,4%)     |
| Азијати           | 26 (0,8%)     | 15 (0,5%)     |
| Хиспаноамериканци | 29 (0,8%)     | 52 (1,6%)     |
| Укупно            | 3.463         | 3.320         |